# Mercury Monterey
Mercury Monterey var en amerikansk personbilsmodell tillverkad av Mercury i sex olika utföranden åren 1950–1974, samt även namnet på en av märkets minibussar tillverkad mellan 2004 och 2007.
- Wikimedia Commons har media som rör Mercury Monterey.